# Gasterocome
Gasterocome is een geslacht van vlinders van de familie spanners (Geometridae), uit de onderfamilie Ennominae.

## Soorten
- G. conspicuaria Leech, 1897
- G. fidoniaria Snellen, 1881
- G. latifasciata Sensu Hampson
- G. pannosaria Moore, 1867
- G. polyspathes Prout, 1934
- G. subfasciata Warren, 1899